# Volta a Eslovàquia 2020
La Volta a Eslovàquia 2020, 64a edició de la Volta a Eslovàquia, es disputà entre el 16 i el 19 de setembre de 2020 sobre un recorregut de 673,1 km repartits entre quatre etapes, la primera d'elles repartida en dos sectors. La cursa formava part del calendari de l'UCI Europa Tour 2020, amb una categoria 2.1.
El vencedor final fou l'alemany Jannik Steimle (Deceuninck-Quick Step), mentre Nico Denz (Team Sunweb) i Shane Archbold (Deceuninck-Quick Step) completaren el podi.

## Equips
L'organització convidà a prendre part en la cursa a divuit equips: cinc UCI WorldTeams, sis UCI ProTeams, sis equips continentals i una selecció nacional:
| WorldTeams (5)- Deceuninck-Quick Step - Bora-Hansgrohe - Team Sunweb - Cofidis - Israel Start-Up Nation ProTeams (6)- Alpecin-Fenix - Bingoal-Wallonie Bruxelles - Uno-X Pro Cycling Team - Team Novo Nordisk - Vini Zabù-KTM - Gazprom-RusVelo Equips continentals (6)- Dukla Banská Bystrica - Elkov-Kasper - Adria Mobil - Cycling Team Friuli ASD - Mazowsze Serce Polski - Hrinkow Advarics Cycleang Equip nacional- Eslovàquia |
| |

## Etapes
| Etapa      | Data      | Ciutats d'etapa                   | type              | Distància (km) | Vencedor de l'etapa | Líder de la general |
| ---------- | --------- | --------------------------------- | ----------------- | -------------- | ------------------- | ------------------- |
| 1a a etapa | 16 de set | Žilina – Žilina                   | etapa accidentada | 106,4          | Martin Laas         | Martin Laas         |
| 1a b etapa | 16 de set | Žilina – Žilina                   | etapa accidentada | 7,1            | Jannik Steimle      | Jannik Steimle      |
| 2a etapa   | 17 de set | Žilina – Banská Bystrica          | etapa accidentada | 206,6          | Nico Denz           | Jannik Steimle      |
| 3a etapa   | 18 de set | Banská Bystrica – Žiar nad Hronom | etapa accidentada | 181,3          | Martin Laas         | Jannik Steimle      |
| 4a etapa   | 19 de set | Topoľčianky – Skalica             | etapa accidentada | 171,7          | Rudy Barbier        | Jannik Steimle      |

### Etapa 1 A
| \| Classificació de l'etapa \| Classificació de l'etapa \| Classificació de l'etapa \| Classificació de l'etapa \| Classificació de l'etapa \| \| Corredor \| Corredor \| Equip \| Temps \| \| \| ------------------------ \| ------------------------ \| -------------------------- \| ------------------------ \| ------------------------ \| \| 1r \| Martin Laas \| Bora-Hansgrohe \| 2h 30' 38" \| \| \| 2n \| Shane Archbold \| Deceuninck-Quick Step \| + 0" \| \| \| 3r \| Sean De Bie \| Bingoal-Wallonie Bruxelles \| + 0" \| \| \| 4t \| Jay McCarthy \| Bora-Hansgrohe \| + 0" \| \| \| 5è \| Rudy Barbier \| Israel Start-Up Nation \| + 0" \| \| \| 6è \| Adam Ťoupalík \| Elkov-Kasper \| + 2" \| \| \| 7è \| Jean-Pierre Drucker \| Bora-Hansgrohe \| + 2" \| \| \| 8è \| David van der Poel \| Alpecin-Fenix \| + 2" \| \| \| 9è \| Lars Saugstad \| Uno-X Pro Cycling Team \| + 2" \| \| \| 10è \| Dominik Neumann \| Elkov-Kasper \| + 2" \| \| |                     |                            |            |
| |                     |                            |            |
| Font: ProCyclingStats |                     |                            |            |
| Classificació de l'etapa |                     |                            |            |
| Corredor | Corredor            | Equip                      | Temps      |
| 1r | Martin Laas         | Bora-Hansgrohe             | 2h 30' 38" |
| 2n | Shane Archbold      | Deceuninck-Quick Step      | + 0"       |
| 3r | Sean De Bie         | Bingoal-Wallonie Bruxelles | + 0"       |
| 4t | Jay McCarthy        | Bora-Hansgrohe             | + 0"       |
| 5è | Rudy Barbier        | Israel Start-Up Nation     | + 0"       |
| 6è | Adam Ťoupalík       | Elkov-Kasper               | + 2"       |
| 7è | Jean-Pierre Drucker | Bora-Hansgrohe             | + 2"       |
| 8è | David van der Poel  | Alpecin-Fenix              | + 2"       |
| 9è | Lars Saugstad       | Uno-X Pro Cycling Team     | + 2"       |
| 10è | Dominik Neumann     | Elkov-Kasper               | + 2"       |

| \| Classificació general \| Classificació general \| Classificació general \| Classificació general \| Classificació general \| \| Corredor \| Corredor \| Equip \| Temps \| \| \| --------------------- \| --------------------- \| -------------------------- \| --------------------- \| --------------------- \| \| 1r \| Martin Laas \| Bora-Hansgrohe \| 2h 30' 32" \| \| \| 2n \| Shane Archbold \| Deceuninck-Quick Step \| + 2" \| \| \| 3r \| Sean De Bie \| Bingoal-Wallonie Bruxelles \| + 4" \| \| \| 4t \| Jay McCarthy \| Bora-Hansgrohe \| + 6" \| \| \| 5è \| Rudy Barbier \| Israel Start-Up Nation \| + 6" \| \| \| 6è \| Jonas Rapp \| Hrinkow Advarics Cycleang \| + 6" \| \| \| 7è \| Adam Ťoupalík \| Elkov-Kasper \| + 8" \| \| \| 8è \| Jean-Pierre Drucker \| Bora-Hansgrohe \| + 8" \| \| \| 9è \| David van der Poel \| Alpecin-Fenix \| + 8" \| \| \| 10è \| Lars Saugstad \| Uno-X Pro Cycling Team \| + 8" \| \| |                     |                            |            |
| |                     |                            |            |
| Font: ProCyclingStats |                     |                            |            |
| Classificació general |                     |                            |            |
| Corredor | Corredor            | Equip                      | Temps      |
| 1r | Martin Laas         | Bora-Hansgrohe             | 2h 30' 32" |
| 2n | Shane Archbold      | Deceuninck-Quick Step      | + 2"       |
| 3r | Sean De Bie         | Bingoal-Wallonie Bruxelles | + 4"       |
| 4t | Jay McCarthy        | Bora-Hansgrohe             | + 6"       |
| 5è | Rudy Barbier        | Israel Start-Up Nation     | + 6"       |
| 6è | Jonas Rapp          | Hrinkow Advarics Cycleang  | + 6"       |
| 7è | Adam Ťoupalík       | Elkov-Kasper               | + 8"       |
| 8è | Jean-Pierre Drucker | Bora-Hansgrohe             | + 8"       |
| 9è | David van der Poel  | Alpecin-Fenix              | + 8"       |
| 10è | Lars Saugstad       | Uno-X Pro Cycling Team     | + 8"       |

### Etapa 1 B
| \| Classificació de l'etapa \| Classificació de l'etapa \| Classificació de l'etapa \| Classificació de l'etapa \| Classificació de l'etapa \| \| Corredor \| Corredor \| Equip \| Temps \| \| \| ------------------------ \| ------------------------ \| ------------------------ \| ------------------------ \| ------------------------ \| \| 1r \| Jannik Steimle \| Deceuninck-Quick Step \| 7' 55" \| \| \| 2n \| Nico Denz \| Team Sunweb \| + 6" \| \| \| 3r \| Andreas Leknessund \| Uno-X Pro Cycling Team \| + 7" \| \| \| 4t \| Jonathan Milan \| Cycling Team Friuli ASD \| + 7" \| \| \| 5è \| Johan Price-Pejtersen \| Uno-X Pro Cycling Team \| + 7" \| \| \| 6è \| Jasha Sütterlin \| Team Sunweb \| + 9" \| \| \| 7è \| Chad Haga \| Team Sunweb \| + 12" \| \| \| 8è \| Thymen Arensman \| Team Sunweb \| + 12" \| \| \| 9è \| Yves Lampaert \| Deceuninck-Quick Step \| + 12" \| \| \| 10è \| Shane Archbold \| Deceuninck-Quick Step \| + 15" \| \| |                       |                         |        |
| |                       |                         |        |
| Font: ProCyclingStats |                       |                         |        |
| Classificació de l'etapa |                       |                         |        |
| Corredor | Corredor              | Equip                   | Temps  |
| 1r | Jannik Steimle        | Deceuninck-Quick Step   | 7' 55" |
| 2n | Nico Denz             | Team Sunweb             | + 6"   |
| 3r | Andreas Leknessund    | Uno-X Pro Cycling Team  | + 7"   |
| 4t | Jonathan Milan        | Cycling Team Friuli ASD | + 7"   |
| 5è | Johan Price-Pejtersen | Uno-X Pro Cycling Team  | + 7"   |
| 6è | Jasha Sütterlin       | Team Sunweb             | + 9"   |
| 7è | Chad Haga             | Team Sunweb             | + 12"  |
| 8è | Thymen Arensman       | Team Sunweb             | + 12"  |
| 9è | Yves Lampaert         | Deceuninck-Quick Step   | + 12"  |
| 10è | Shane Archbold        | Deceuninck-Quick Step   | + 15"  |

| \| Classificació general \| Classificació general \| Classificació general \| Classificació general \| Classificació general \| \| Corredor \| Corredor \| Equip \| Temps \| \| \| --------------------- \| --------------------- \| ---------------------- \| --------------------- \| --------------------- \| \| 1r \| Jannik Steimle \| Deceuninck-Quick Step \| 2h 38' 35" \| \| \| 2n \| Nico Denz \| Team Sunweb \| + 6" \| \| \| 3r \| Andreas Leknessund \| Uno-X Pro Cycling Team \| + 7" \| \| \| 4t \| Jasha Sütterlin \| Team Sunweb \| + 9" \| \| \| 5è \| Shane Archbold \| Deceuninck-Quick Step \| + 9" \| \| \| 6è \| Chad Haga \| Team Sunweb \| + 12" \| \| \| 7è \| Thymen Arensman \| Team Sunweb \| + 12" \| \| \| 8è \| Yves Lampaert \| Deceuninck-Quick Step \| + 12" \| \| \| 9è \| Morten Hulgaard \| Uno-X Pro Cycling Team \| + 17" \| \| \| 10è \| Jakub Otruba \| Elkov-Kasper \| + 18" \| \| |                    |                        |            |
| |                    |                        |            |
| Font: ProCyclingStats |                    |                        |            |
| Classificació general |                    |                        |            |
| Corredor | Corredor           | Equip                  | Temps      |
| 1r | Jannik Steimle     | Deceuninck-Quick Step  | 2h 38' 35" |
| 2n | Nico Denz          | Team Sunweb            | + 6"       |
| 3r | Andreas Leknessund | Uno-X Pro Cycling Team | + 7"       |
| 4t | Jasha Sütterlin    | Team Sunweb            | + 9"       |
| 5è | Shane Archbold     | Deceuninck-Quick Step  | + 9"       |
| 6è | Chad Haga          | Team Sunweb            | + 12"      |
| 7è | Thymen Arensman    | Team Sunweb            | + 12"      |
| 8è | Yves Lampaert      | Deceuninck-Quick Step  | + 12"      |
| 9è | Morten Hulgaard    | Uno-X Pro Cycling Team | + 17"      |
| 10è | Jakub Otruba       | Elkov-Kasper           | + 18"      |

### Etapa 2
| \| Classificació de l'etapa \| Classificació de l'etapa \| Classificació de l'etapa \| Classificació de l'etapa \| Classificació de l'etapa \| \| Corredor \| Corredor \| Equip \| Temps \| \| \| ------------------------ \| ------------------------ \| ------------------------ \| ------------------------ \| ------------------------ \| \| 1r \| Nico Denz \| Team Sunweb \| 5h 01' 41" \| \| \| 2n \| Jannik Steimle \| Deceuninck-Quick Step \| + 0" \| \| \| 3r \| Jean-Pierre Drucker \| Bora-Hansgrohe \| + 0" \| \| \| 4t \| Mihkel Räim \| Israel Start-Up Nation \| + 1" \| \| \| 5è \| Shane Archbold \| Deceuninck-Quick Step \| + 1" \| \| \| 6è \| Emmanuel Morin \| Cofidis \| + 1" \| \| \| 7è \| Jenthe Biermans \| Israel Start-Up Nation \| + 1" \| \| \| 8è \| Viatxeslav Kuznetsov \| Gazprom-RusVelo \| + 1" \| \| \| 9è \| Charles Planet \| Team Novo Nordisk \| + 1" \| \| \| 10è \| Adam Ťoupalík \| Elkov-Kasper \| + 1" \| \| |                      |                        |            |
| |                      |                        |            |
| Font: ProCyclingStats |                      |                        |            |
| Classificació de l'etapa |                      |                        |            |
| Corredor | Corredor             | Equip                  | Temps      |
| 1r | Nico Denz            | Team Sunweb            | 5h 01' 41" |
| 2n | Jannik Steimle       | Deceuninck-Quick Step  | + 0"       |
| 3r | Jean-Pierre Drucker  | Bora-Hansgrohe         | + 0"       |
| 4t | Mihkel Räim          | Israel Start-Up Nation | + 1"       |
| 5è | Shane Archbold       | Deceuninck-Quick Step  | + 1"       |
| 6è | Emmanuel Morin       | Cofidis                | + 1"       |
| 7è | Jenthe Biermans      | Israel Start-Up Nation | + 1"       |
| 8è | Viatxeslav Kuznetsov | Gazprom-RusVelo        | + 1"       |
| 9è | Charles Planet       | Team Novo Nordisk      | + 1"       |
| 10è | Adam Ťoupalík        | Elkov-Kasper           | + 1"       |

| \| Classificació general \| Classificació general \| Classificació general \| Classificació general \| Classificació general \| \| Corredor \| Corredor \| Equip \| Temps \| \| \| --------------------- \| --------------------- \| ---------------------- \| --------------------- \| --------------------- \| \| 1r \| Jannik Steimle \| Deceuninck-Quick Step \| 7h 40' 07" \| \| \| 2n \| Nico Denz \| Team Sunweb \| + 0" \| \| \| 3r \| Shane Archbold \| Deceuninck-Quick Step \| + 16" \| \| \| 4t \| Andreas Leknessund \| Uno-X Pro Cycling Team \| + 17" \| \| \| 5è \| Jasha Sütterlin \| Team Sunweb \| + 19" \| \| \| 6è \| Chad Haga \| Team Sunweb \| + 22" \| \| \| 7è \| Yves Lampaert \| Deceuninck-Quick Step \| + 22" \| \| \| 8è \| Jean-Pierre Drucker \| Bora-Hansgrohe \| + 23" \| \| \| 9è \| Morten Hulgaard \| Uno-X Pro Cycling Team \| + 27" \| \| \| 10è \| Jakub Otruba \| Elkov-Kasper \| + 28" \| \| |                     |                        |            |
| |                     |                        |            |
| Font: ProCyclingStats |                     |                        |            |
| Classificació general |                     |                        |            |
| Corredor | Corredor            | Equip                  | Temps      |
| 1r | Jannik Steimle      | Deceuninck-Quick Step  | 7h 40' 07" |
| 2n | Nico Denz           | Team Sunweb            | + 0"       |
| 3r | Shane Archbold      | Deceuninck-Quick Step  | + 16"      |
| 4t | Andreas Leknessund  | Uno-X Pro Cycling Team | + 17"      |
| 5è | Jasha Sütterlin     | Team Sunweb            | + 19"      |
| 6è | Chad Haga           | Team Sunweb            | + 22"      |
| 7è | Yves Lampaert       | Deceuninck-Quick Step  | + 22"      |
| 8è | Jean-Pierre Drucker | Bora-Hansgrohe         | + 23"      |
| 9è | Morten Hulgaard     | Uno-X Pro Cycling Team | + 27"      |
| 10è | Jakub Otruba        | Elkov-Kasper           | + 28"      |

### Etapa 3
| \| Classificació de l'etapa \| Classificació de l'etapa \| Classificació de l'etapa \| Classificació de l'etapa \| Classificació de l'etapa \| \| Corredor \| Corredor \| Equip \| Temps \| \| \| ------------------------ \| ------------------------ \| -------------------------- \| ------------------------ \| ------------------------ \| \| 1r \| Martin Laas \| Bora-Hansgrohe \| 4h 12' 24" \| \| \| 2n \| Sean De Bie \| Bingoal-Wallonie Bruxelles \| + 0" \| \| \| 3r \| David van der Poel \| Alpecin-Fenix \| + 0" \| \| \| 4t \| Emmanuel Morin \| Cofidis \| + 0" \| \| \| 5è \| Jannik Steimle \| Deceuninck-Quick Step \| + 0" \| \| \| 6è \| Marcel Meisen \| Alpecin-Fenix \| + 0" \| \| \| 7è \| Guillaume Boivin \| Israel Start-Up Nation \| + 0" \| \| \| 8è \| Viatxeslav Kuznetsov \| Gazprom-RusVelo \| + 0" \| \| \| 9è \| Riccardo Stacchiotti \| Vini Zabù-KTM \| + 0" \| \| \| 10è \| Jean-Pierre Drucker \| Bora-Hansgrohe \| + 0" \| \| |                      |                            |            |
| |                      |                            |            |
| Font: ProCyclingStats |                      |                            |            |
| Classificació de l'etapa |                      |                            |            |
| Corredor | Corredor             | Equip                      | Temps      |
| 1r | Martin Laas          | Bora-Hansgrohe             | 4h 12' 24" |
| 2n | Sean De Bie          | Bingoal-Wallonie Bruxelles | + 0"       |
| 3r | David van der Poel   | Alpecin-Fenix              | + 0"       |
| 4t | Emmanuel Morin       | Cofidis                    | + 0"       |
| 5è | Jannik Steimle       | Deceuninck-Quick Step      | + 0"       |
| 6è | Marcel Meisen        | Alpecin-Fenix              | + 0"       |
| 7è | Guillaume Boivin     | Israel Start-Up Nation     | + 0"       |
| 8è | Viatxeslav Kuznetsov | Gazprom-RusVelo            | + 0"       |
| 9è | Riccardo Stacchiotti | Vini Zabù-KTM              | + 0"       |
| 10è | Jean-Pierre Drucker  | Bora-Hansgrohe             | + 0"       |

| \| Classificació general \| Classificació general \| Classificació general \| Classificació general \| Classificació general \| \| Corredor \| Corredor \| Equip \| Temps \| \| \| --------------------- \| --------------------- \| ---------------------- \| --------------------- \| --------------------- \| \| 1r \| Jannik Steimle \| Deceuninck-Quick Step \| 11h 52' 31" \| \| \| 2n \| Nico Denz \| Team Sunweb \| + 0" \| \| \| 3r \| Shane Archbold \| Deceuninck-Quick Step \| + 14" \| \| \| 4t \| Andreas Leknessund \| Uno-X Pro Cycling Team \| + 17" \| \| \| 5è \| Jasha Sütterlin \| Team Sunweb \| + 19" \| \| \| 6è \| Chad Haga \| Team Sunweb \| + 22" \| \| \| 7è \| Jean-Pierre Drucker \| Bora-Hansgrohe \| + 22" \| \| \| 8è \| Yves Lampaert \| Deceuninck-Quick Step \| + 22" \| \| \| 9è \| Jenthe Biermans \| Israel Start-Up Nation \| + 25" \| \| \| 10è \| Morten Hulgaard \| Uno-X Pro Cycling Team \| + 27" \| \| |                     |                        |             |
| |                     |                        |             |
| Font: ProCyclingStats |                     |                        |             |
| Classificació general |                     |                        |             |
| Corredor | Corredor            | Equip                  | Temps       |
| 1r | Jannik Steimle      | Deceuninck-Quick Step  | 11h 52' 31" |
| 2n | Nico Denz           | Team Sunweb            | + 0"        |
| 3r | Shane Archbold      | Deceuninck-Quick Step  | + 14"       |
| 4t | Andreas Leknessund  | Uno-X Pro Cycling Team | + 17"       |
| 5è | Jasha Sütterlin     | Team Sunweb            | + 19"       |
| 6è | Chad Haga           | Team Sunweb            | + 22"       |
| 7è | Jean-Pierre Drucker | Bora-Hansgrohe         | + 22"       |
| 8è | Yves Lampaert       | Deceuninck-Quick Step  | + 22"       |
| 9è | Jenthe Biermans     | Israel Start-Up Nation | + 25"       |
| 10è | Morten Hulgaard     | Uno-X Pro Cycling Team | + 27"       |

### Etapa 4
| \| Classificació de l'etapa \| Classificació de l'etapa \| Classificació de l'etapa \| Classificació de l'etapa \| Classificació de l'etapa \| \| Corredor \| Corredor \| Equip \| Temps \| \| \| ------------------------ \| ------------------------ \| -------------------------- \| ------------------------ \| ------------------------ \| \| 1r \| Rudy Barbier \| Israel Start-Up Nation \| 3h 56' 37" \| \| \| 2n \| Álvaro Hodeg Chagui \| Deceuninck-Quick Step \| + 0" \| \| \| 3r \| Martin Laas \| Bora-Hansgrohe \| + 0" \| \| \| 4t \| David van der Poel \| Alpecin-Fenix \| + 0" \| \| \| 5è \| Adam Ťoupalík \| Elkov-Kasper \| + 0" \| \| \| 6è \| Erik Nordsæter Resell \| Uno-X Pro Cycling Team \| + 0" \| \| \| 7è \| Jean-Pierre Drucker \| Bora-Hansgrohe \| + 0" \| \| \| 8è \| Nico Denz \| Team Sunweb \| + 0" \| \| \| 9è \| Sean De Bie \| Bingoal-Wallonie Bruxelles \| + 0" \| \| \| 10è \| Jannik Steimle \| Deceuninck-Quick Step \| + 0" \| \| |                       |                            |            |
| |                       |                            |            |
| Font: ProCyclingStats |                       |                            |            |
| Classificació de l'etapa |                       |                            |            |
| Corredor | Corredor              | Equip                      | Temps      |
| 1r | Rudy Barbier          | Israel Start-Up Nation     | 3h 56' 37" |
| 2n | Álvaro Hodeg Chagui   | Deceuninck-Quick Step      | + 0"       |
| 3r | Martin Laas           | Bora-Hansgrohe             | + 0"       |
| 4t | David van der Poel    | Alpecin-Fenix              | + 0"       |
| 5è | Adam Ťoupalík         | Elkov-Kasper               | + 0"       |
| 6è | Erik Nordsæter Resell | Uno-X Pro Cycling Team     | + 0"       |
| 7è | Jean-Pierre Drucker   | Bora-Hansgrohe             | + 0"       |
| 8è | Nico Denz             | Team Sunweb                | + 0"       |
| 9è | Sean De Bie           | Bingoal-Wallonie Bruxelles | + 0"       |
| 10è | Jannik Steimle        | Deceuninck-Quick Step      | + 0"       |

## Classificació final
| \| Classificació general \| Classificació general \| Classificació general \| Classificació general \| Classificació general \| \| Corredor \| Corredor \| Equip \| Temps \| \| \| --------------------- \| --------------------- \| ---------------------- \| --------------------- \| --------------------- \| \| 1r \| Jannik Steimle \| Deceuninck-Quick Step \| 15h 49' 04" \| \| \| 2n \| Nico Denz \| Team Sunweb \| + 0" \| \| \| 3r \| Shane Archbold \| Deceuninck-Quick Step \| + 18" \| \| \| 4t \| Andreas Leknessund \| Uno-X Pro Cycling Team \| + 21" \| \| \| 5è \| Jasha Sütterlin \| Team Sunweb \| + 23" \| \| \| 6è \| Chad Haga \| Team Sunweb \| + 26" \| \| \| 7è \| Jean-Pierre Drucker \| Bora-Hansgrohe \| + 26" \| \| \| 8è \| Yves Lampaert \| Deceuninck-Quick Step \| + 26" \| \| \| 9è \| Jakub Otruba \| Elkov-Kasper \| + 29" \| \| \| 10è \| Jenthe Biermans \| Israel Start-Up Nation \| + 29" \| \| |                     |                        |             |
| |                     |                        |             |
| Font: ProCyclingStats |                     |                        |             |
| Classificació general |                     |                        |             |
| Corredor | Corredor            | Equip                  | Temps       |
| 1r | Jannik Steimle      | Deceuninck-Quick Step  | 15h 49' 04" |
| 2n | Nico Denz           | Team Sunweb            | + 0"        |
| 3r | Shane Archbold      | Deceuninck-Quick Step  | + 18"       |
| 4t | Andreas Leknessund  | Uno-X Pro Cycling Team | + 21"       |
| 5è | Jasha Sütterlin     | Team Sunweb            | + 23"       |
| 6è | Chad Haga           | Team Sunweb            | + 26"       |
| 7è | Jean-Pierre Drucker | Bora-Hansgrohe         | + 26"       |
| 8è | Yves Lampaert       | Deceuninck-Quick Step  | + 26"       |
| 9è | Jakub Otruba        | Elkov-Kasper           | + 29"       |
| 10è | Jenthe Biermans     | Israel Start-Up Nation | + 29"       |

## Evolució de les classificacions
| Etapa | Vencedor       | Classificació general | Classificació per punts | Classificació de la muntanya | Classificació dels joves | Millor eslovac | Classificació per equips | Combativitat     |
| ----- | -------------- | --------------------- | ----------------------- | ---------------------------- | ------------------------ | -------------- | ------------------------ | ---------------- |
| 1a    | Martin Laas    | Martin Laas           | Martin Laas             | Mathijs Paasschens           | Matúš Štoček             | Matúš Štoček   | Bora-Hansgrohe           | Jonas Rapp       |
| 1b    | Jannik Steimle | Jannik Steimle        | Martin Laas             | Mathijs Paasschens           | Andreas Leknessund       | Lukáš Kubiš    | Deceuninck-Quick Step    | no entregat      |
| 2     | Nico Denz      | Jannik Steimle        | Nico Denz               | Kenny Molly                  | Andreas Leknessund       | Lukáš Kubiš    | Deceuninck-Quick Step    | Guillaume Boivin |
| 3     | Martin Laas    | Jannik Steimle        | Martin Laas             | Kenny Molly                  | Andreas Leknessund       | Lukáš Kubiš    | Deceuninck-Quick Step    | Kristjan Hočevar |
| 4     | Rudy Barbier   | Jannik Steimle        | Martin Laas             | Kenny Molly                  | Andreas Leknessund       | Lukáš Kubiš    | Deceuninck-Quick Step    | Jonas Rapp       |
| Final | Final          | Jannik Steimle        | Martin Laas             | Kenny Molly                  | Andreas Leknessund       | Lukáš Kubiš    | Deceuninck-Quick Step    | no entregat      |